# Resolutie 2346 Veiligheidsraad Verenigde Naties
Resolutie 2346 van de Veiligheidsraad van de Verenigde Naties werd op 23 maart 2017 unaniem aangenomen door de VN-Veiligheidsraad, en verlengde de VN-hulpmissie in Somalië met tweeënhalve maand.

## Standpunten
De nieuw verkozen Somalische president Mohamed Abdullahi Mohamed zei dat de verkiezingen ondanks scepticisme vreedzaam en democratisch waren verlopen. Voor het eerst in de geschiedenis van zijn land was één op drie parlementsleden een vrouw. Hij zei voorts dat Al-Shabaab verzwakt was dankzij het Somalische leger en de AMISOM-troepen van de Afrikaanse Unie, maar voegde hieraan toe dat Somalië enkel veilig kon worden door het leger met internationale hulp volledig herop te bouwen.
De AU-vertegenwoordiger in Somalië en hoofd van AMISOM, Francisco Caetano José Madeira, voegde daaraan toe dat 80% van het land heroverd was op Al-Shabaab en de economie terug tot leven was gekomen. De manschappen van het Somalisch leger moesten nu goed doorgelicht, uitgerust, betaald en geleid worden. De AMISOM-vredesmacht zou in 2018 immers aflopen.
De Ethiopische minister van buitenlandse zaken, Hirut Zemene, zei dat de VN en de internationale gemeenschap voor een stabiele financiering van AMISOM moesten zorgen, zodat die "het werk kon afmaken".
In het algemeen was men hoopvol over de situatie in Somalië. De Zweedse vertegenwoordiger zei dat men zo snel mogelijk moest beginnen met de voorbereiding van de volgende verkiezingen in 2020. Verkiezingen moesten ook opnieuw volgens de planning verlopen, en volgens het één persoon-één stem-principe. Er werd ook verwezen naar de dreigende hongersnood. De VN zochten 825 miljoen dollar om 5,5 miljoen mensen te kunnen helpen. Verder bleef Al-Shabaab een bedreiging vormen in de regio. De Egyptische vertegenwoordiger zei dat er meer regionale en internationale inspanningen nodig waren om de terreurgroep te verslaan.

## Achtergrond
In 1960 werden de voormalige kolonies Brits-Somaliland en Italiaans-Somaliland onafhankelijk en ze werden samengevoegd tot Somalië. In 1969 greep het leger de macht en werd Somalië een socialistisch-islamitisch land. In de jaren 1980 leidde het verzet tegen het totalitair geworden regime tot een burgeroorlog en in 1991 viel het centrale regime. Sindsdien beheersten verschillende groeperingen elk een deel van het land en viel Somalië uit elkaar.
Toen milities van de Unie van Islamitische Rechtbanken (UIR) de hoofdstad Mogadishu veroverden, greep buurland Ethiopië in en heroverde de stad. In 2007 stuurde de Afrikaanse Unie met toestemming van de Veiligheidsraad een vredesmacht naar Somalië. Die versloeg de UIR, waarna de groepering zich aansloot bij de overgangsregering. Het radicale Al-Shabaab splitste zich hierop af en zette de strijd voort.
In september 2012 trad na verkiezingen een nieuwe president aan: Hassan Sheikh Mohamud, die met zijn regering de rol van de tijdelijke autoriteiten, die Somalië jarenlang hadden bestuurd, moest overnemen. Bij de volgende verkiezingen, die na verschillende keren te zijn uitgesteld in februari 2017 plaatshadden, werd hij verrassend verslagen door Mohamed Abdullahi Mohamed. Tezelfdertijd had de regio ook te kampen met een ernstige hongersnood ten gevolge van aanhoudende droogte. Meer dan zes miljoen Somali's hadden daardoor noodhulp nodig.

## Inhoud
Omdat de verkiezingen in Somalië, die normaal in augustus 2016 hadden moeten plaatsvinden, vertraagd waren, had men ook een evaluatie van de VN-aanwezigheid in het land uitgesteld tot de verkiezingen achter de rug waren. De verkiezingen waren in februari gehouden, en men wachtte op de resultaten van de evaluatie. Omdat het mandaat van de VN-hulpmissie UNSOM op 31 maart afliep, en men genoeg tijd wilde hebben om de resultaten van de evaluatie te bestuderen, verlengde men het mandaat van de hulpmissie met een korte periode, tot 16 juni 2017.
Lijst ·  2337 ·  2338 ·  2339 ·  2340 ·  2341 ·  2342 ·  2343 ·  2344 ·  2345 ·  2346 ·  2347 ·  2348 ·  2349 ·  2350 ·  2351 ·  2352 ·  2353 ·  2354 ·  2355 ·  2356 ·  2357 ·  2358 ·  2359 ·  2360 ·  2361 ·  2362 ·  2363 ·  2364 ·  2365 ·  2366 ·  2367 ·  2368 ·  2369 ·  2370 ·  2371 ·  2372 ·  2373 ·  2374 ·  2375 ·  2376 ·  2377 ·  2378 ·  2379 ·  2380 ·  2381 ·  2382 ·  2383 ·  2384 ·  2385 ·  2386 ·  2387 ·  2388 ·  2389 ·  2390 ·  2391 ·  2392 ·  2393 ·  2394 ·  2395 ·  2396 ·  2397